# Жидков, Александр Валентинович
Александр Валентинович Жидков (9 апреля 1966) — советский и российский футболист, полузащитник.

## Карьера
Начал заниматься футболом в спартаковской ДЮСШ города Орла у тренеров Олега Петровича Петрихина и Владимира Ивановича Амелихина. В 1983—1984 играл во второй лиге за «Спартак» (Орёл), в 1987 году — за «Актюбинец».
В 1988 году дебютировал в высшей лиге СССР в составе алма-атинского «Кайрата», с которым завоевал Кубок Федерации футбола СССР. В следующем году играл за «Кайрат» в первой лиге.
В высшей союзной лиге играл также в 1990 году за днепропетровский «Днепр», в составе которого принимал участие в четвертьфинальных матчах Кубка европейских чемпионов против португальской «Бенфики». В 1991 году перешёл в волгоградский «Ротор», игравший в первой лиге.
В высшем российском дивизионе играл за «Ротор» (1992—1993), самарские «Крылья Советов» (1994—1995), раменский «Сатурн» (1999) и саратовский «Сокол» (2001—2002).
В первом российском дивизионе помимо игр за «Сатурн» (1998) и «Сокол» (2000, 2003—2004), выступал за липецкий «Металлург» (1996—1997).
Завершил карьеру футболиста в «Соколе» после сезона 2004 года.

### Амплуа
В орловском «Спартаке» играл нападающим в тандеме с Валерием Шушляковым, затем стал действовать на левом фланге полузащиты, а после тяжёлой травмы (разрыв передней и боковой крестообразных связок), полученной в матче 4-го тура первой лиги 1991 «Ротор» — «Ростсельмаш» (из-за которой пропустил год) отошёл на позицию опорного полузащитника. В «Соколе» играл на четырёх различных позициях.

## Достижения
«Кайрат» (Алма-Ата)
- Обладатель Кубка Федерации футбола СССР: 1988

 «Днепр» (Днепропетровск)
- Финалист Кубка Федерации футбола СССР: 1990

 «Ротор» (Волгоград)
- Серебряный призёр Чемпионата России: 1993

 «Сатурн» (Раменское)
- Победитель Первого дивизиона: 1998

 «Сокол» (Саратов)
- Победитель Первого дивизиона: 2000